# Marica Nartnik
Marica Nartnik, slovenska učiteljica, mučenka in kandidatka za svetnico, * 18. december 1905, Kozaršče, † 25. junij 1942, Kleč.

## Življenje in delo
Marica Nartnik se je rodila 18. decembra 1905 v Kozarščah pri Tolminu kot prva od petih otrok očeta Andreja Nartnika in matere Marije Rutar. Oče je bil invalidsko upokojeni bivši carinik, ki je dodatne dohodke družini zagotavljal s krojaštvom, mati pa je bila kuharica. Okoli leta 1913 se je družina preselila v bližnji Ušnik, od tam pa jih je pregnala 1. svetovna vojna. 24. maja 1915 so morali zapustiti svoj dom pred bližajočo se italijansko vojsko. Po treh letih begunskega življenja so leta 1918 kupili majhno posestvo v vasi Praprotnica pri Mirni na Dolenjskem.
Marica je po končani osnovni šoli obiskovala meščansko šolo pri uršulinkah v Ljubljani. Želela je tam tudi ostati kot redovnica, vendar se starši s tem niso strinjali. Izobraževanje je sklenila z dvema letoma učiteljišča, ki ju je opravila v zavodu Sv. Josipa v Sarajevu. Takoj po maturi je leta 1927 nastopila kot učiteljica pri uršulinskem zavodu v Ljubljani, kasneje pa se je v učiteljski službi mnogo selila po vsej državi: službovala je v Bosni, v Selah pri Hinjah, v Ribnici ter Loškem potoku. Končno je bila na lastno željo premeščena v Rožni Dol pri Semiču v Beli Krajini. Tam je ostala sedem let in pol, vse do svoje nasilne smrti. Izkazala se je kot zelo vneta in požrtvovalna učiteljica. Včlanila se je v Katoliško akcijo za učiteljice, postala šolska upraviteljica v rožendolski šoli in vzela k sebi na stanovanje oba starša in nečakinjo. Hkrati je skrbela za šolanje svoje mlajše sestre. Po začetku 2. svetovne vojne se je k njej zatekel tudi brat France, ki je kasneje padel v partizanih. Nartnikova je med domačini slovela kot odločna, energična in odkritosrčna katoličanka, brez dlake na jeziku, a vedno pripravljena pomagati, predvsem bolnim, starejšim in revnim otrokom. Vseskozi je bila zelo verna in tako vzgajala tudi vse svoje učence. S privoljenjem rožendolskega župnika je v kraju ustanovila Katoliško akcijo za dekleta in tam organizirala redne sestanke.

## Italijanska okupacija 1941
Leta 1941 je Dolenjsko, vzhodno Notranjsko in Belo Krajino zasedla vojska fašistične Kraljevine Italije ter vzpostavila Ljubljansko pokrajino. Slovensko upravo so pustili Italijani nedotaknjeno, tako je tudi Nartnikova lahko ostala šolska upraviteljica v Rožnem Dolu in nadaljnje šolanje je potekalo nemoteno. Med ljudmi pa so se začele pojavljati prve napetosti. Nartnikovo je kot zavedno Primorko in Slovenko še posebej bolelo, ko je videla, da se nekatera slovenska dekleta družijo z italijanskimi vojaki in jih je od tega vztrajno odvračala. Italijani so jo zaradi njene drže iskali tudi na domu in zahtevali zagovor, a Nartnikova je ostajala neomajna. Dekletom iz vasi je svetovala: Pametne bodite! Zavedne Slovenke! Doma se držite! Med nemško okupacijo Gorenjske in Štajerske je v Ljubljansko pokrajino pred nacističnim preganjanjem pribežalo mnogo slovenskih učiteljev. Zanje je Nartnikova po vsej vasi zbirala denar in živila ter jih oddajala ilegalni begunski organizaciji.

## Grožnje s strani Osvobodilne fronte
V začetku leta 1942 se je v Beli Krajini precej razširilo delovanje Osvobodilne fronte (OF), ki jo je od samega začetka usmerjala Komunistična partija Slovenije. Za enega glavnih ideoloških nasprotnikov pri vzpostavitvi komunistične ureditve v Sloveniji je štela Katoliško cerkev. V ta namen je začela spomladi leta 1942 silovito obračunavati z najvidnejšimi in uglednimi katoličani, v nekaj mesecih jih je bilo na podeželju in v Ljubljani pomorjenih na stotine. Ob takem terorju je OF silovito pritiskala tudi na podeželsko prebivalstvo, da bi se odvrnilo od cerkvenega vpliva in vodenja. Pri tem jim je bila posebej moteča Katoliška akcija, ki je promovirala dejavno vlogo katoličanov v družabnem življenju, pri čemer se ni bala niti odkrito kritizirati komunistične ideologije. V Rožnem Dolu, kjer je Nartnikova ustanovila dekliški odsek Katoliške akcije, so aktivisti OF začeli kmalu groziti s strogimi kaznimi in požigi domov vsem, ki bi se udeleževali njenih sestankov ali se aktivneje udejstvovali v verskem življenju. Marica Nartnik kljub grožnjam ni odnehala z javnim izražanjem vere. Ob grozotah vojne in revolucije je želela vse rožendolske družine posvetiti Srcu Jezusovemu, a zaradi nevarnosti partizanskih sankcij si ji ljudje niso upali slediti. 5. junija 1942 je dala Nartnikova vsem grožnjam navkljub posvetiti Srcu Jezusovemu svojo domačo družino, šolo, in še dve družini.

## Ugrabitev 23. junija 1942
Teden dni pred smrtjo je Nartnikova prvič izvedela, da se je znašla na partizanskem seznamu neželenih oseb. Čeprav je grožnje vzela resno in se tudi začela pripravljati na smrt, je to ni odvrnilo od dela, ki ga je takrat ravno opravljala za bližajoče se prvo obhajilo svojih rožendolskih učencev. Le dan pred smrtjo je pripravljala vse potrebno za svečani zajtrk prvoobhajancev, pekla pecivo in dajala svojim varovancem navodila za lepo obnašanje v cerkvi. Takrat je dejala: Da bi le še to srečno poteklo, potem pa naj pride, kar hoče.
Na dan prvega obhajila, 23. junija 1942, je Nartnikova svoje učence pospremila k slovesni maši v podružnični cerkvi sv. Marije Magdalene in se po obredu z njimi vrnila v Rožni Dol. Popoldne se je peš odpravila v bližnji Semič k učiteljski kolegici Vardjanovi. Pri njej je prebrala časopise, ki so takrat ravno poročali o partizanskem umoru nekdanjega semiškega kaplana Franca Nahtigala. Na poti domov se je še zadnjič ustavila v semiški cerkvi in izmolila Križev pot. V Rožni Dol se je vrnila pozno popoldne, na kresni večer.
Okoli 22. ure zvečer so se v šoli pojavili oboroženi partizani in zahtevali šolsko upraviteljico, ker da morajo opraviti preiskavo na šoli. Nartnikova se jim je predstavila in sodelovala. Njeno družino so pod grožnjo orožja zadrževali v kuhinji, medtem ko so njo odpeljali v njeno stanovanje in tam iskali dokumente, ki bi lahko bili zanjo kakorkoli obremenilni. Našli niso ničesar, vendar so vseeno zahtevali, da mora kot osumljena z njimi na zagovor, da pa se bo vrnila v nekaj dneh. Nartnikova se je temu odločno uprla. Njeni domači so prigovarjali partizanom, naj jo pustijo in da je prešibka za pohod. Partizanski komandant ni popustil, domačim so vztrajno odgovarjali, da se bo vrnila v nekaj dneh. Ob partizanskih zagotovilih so začeli Marico tudi domači prepričevati, naj se poda, vendar je to vztrajno zavračala. Med pregovarjanjem je nazadnje omedlela. Partizani so jo naložili na puške in jo nezavestno odnesli v svoje taborišče na Kleč.

## Zaslišanje in umor
24. junija 1942 so partizani Nartnikovo zasliševali in verjetno tudi mučili. Zapisnik njenega zaslišanja se je ohranil, saj je z ostalo partizansko dokumentacijo kasneje prišel v roke protikomunističnim enotam. Iz zapisnika je razvidno, da so jo partizani obtoževali organiziranja tako imenovane bele garde, čeprav takrat v Ljubljanski pokrajini še ni delovala niti ena postojanka Vaških straž. Nartnikova je vse namišljene obtožbe odločno zavračala, odgovorila je le, da je bila voditeljica Katoliške akcije za učiteljice za Črnomelj in Novo mesto ter da je vodila sestanke Katoliške akcije za dekleta v Rožnem Dolu. Zadnje zastavljeno vprašanje na zaslišanju je bilo:
– Zakaj ste se vedno borili proti komunizmu?
– Zaradi tega, ker ni na verski podlagi. Meni je vera vse. (odgovor Nartnikove)

Sledijo podpisi Marice Nartnik in treh njenih partizanskih zasliševalcev. Zapisnik se zaključuje s stavkom:
Po naredbi štaba DO z dne 28.5.1942, točki 3, obsojena na smrt in ustreljena 25.6.1942.

## Pogreb v Semiču, 4. april 1943
Domači in starši Marice Nartnik dolgo niso natančno vedeli za njeno usodo. Upali so, da je še živa in da se bo vrnila domov. Toda kmalu so med ljudmi zaokrožile govorice, da je bila ustreljena in zagrebena na Kleču. 1. aprila 1943 so se semiški vaški stražarji na podlagi teh govoric odpravili na Kleč in tam res odkrili njeno truplo. Prepeljali so jo v Semič, kjer so jo ob prisotnosti velike množice domačinov pokopali 4. aprila 1943. Pogrebni obred je vodil semiški župnik, pater Rajner Erklavec, kasneje tudi sam žrtev komunistov. V pogrebnem nagovoru, v katerem je obsodil komunizem in njegove zločine, je o pokojnici dejal:
Zdaj bomo pokopali zemeljske ostanke gospodične učiteljice iz Rožnega Dola, Marice Nartnikove. Če smo kdaj, bomo danes gotovo pokopali svetnico.